# 迅雷网络技术
深圳市迅雷网络技术有限公司（简称迅雷公司，原名三代科技开发有限公司, NASDAQ：XNET）是中國深圳市一家民營IT企業。

## 历史

迅雷总部大厦

迅雷於2002年底由邹胜龙及程浩始創於美国硅谷。2003年1月底，创办者在中國成立深圳市三代科技开发有限公司。並於2005年5月更名为深圳市迅雷网络技术有限公司，同时作为“迅雷”在大中华区的研发中心和运营中心。迅雷公司行业合作者包括盛大、新浪、金山、和MOTO等等。公司创业初期获得了晨兴科技（Morningside Ventures）和国际数据集团等数家企业之风险投资。2007年1月5日迅雷宣布其獲得第三次融资，领衔投资是联创策源，参与投资有晨兴科技、国际数据集团、富达亚洲（Fidelity Asia Ventures）。此後，谷歌也注資迅雷，并對其提供技術支持。2011年4月，默多克夫妇通过RW Investments向迅雷投资了2940万美元。
迅雷软件已成为中國大陸用户最多的下載器。

## 发展历程
- 2003年1月，深圳市三代科技开发有限公司成立
- 2004年6月，下载软件迅雷4发布，并成为国内市场占有率最高的下载软件
- 2005年5月，下载软件迅雷5发布
- 2005年5月，公司更名为“深圳市迅雷网络技术有限公司”
- 2006年5月，WEB迅雷（网页迅雷）发布
- 2007年，在线视频服务迅雷看看上线
- 2008年，资源搜索引擎狗狗搜索上线
- 2013年，迅雷软件出现病毒[4]
- 2014年6月24日在纳斯达克交易所上市，截至收盘，迅雷股价报收于14.9美元，较其IPO发行价（12美元）大涨24.17%。[5]
- 2015年，迅雷要开通会员才能下载视频文件，并不是所有视频都能下载，一些因版权原因无法下载

## 外部連結
- 迅雷在线主页 （页面存档备份，存于）